# Damn Right I Am Somebody (canción)
«Damn Right I Am Somebody» es una canción compuesta por James Brown y Fred Wesley, e interpretada por Fred Wesley and the J.B.'s. Fue publicada como la canción de apertura de su álbum de 1974 del mismo nombre. Poco después, la canción fue editada y publicada en mayo de 1974 como el sencillo principal del álbum.

## Recepción de la crítica
Un escritor no especificado de la revista Cash Box declaró: “Tan intenso como cualquier tema de James Brown, este tema atraerá a la misma audiencia mientras Fred se abre camino hacia el estatus de superestrella”.

## Lista de canciones
Todas las canciones escritas y compuestas por James Brown y Fred Wesley.
1. «Damn Right I Am Somebody (Part 1)» – 3:20
2. «Damn Right I Am Somebody (Damn Right I Am Somebody (Last Part That Went Over the Fence)» – 3:00

## Posicionamiento
| Gráfica (1974)                                  | Pico de posición |
| ----------------------------------------------- | ---------------- |
| Estados Unidos (Billboard Hot Soul Singles)     | 32               |
| Estados Unidos (Cash Box R&B Top 70)            | 19               |
| Estados Unidos (Record World R&B Singles Chart) | 26               |